# Ingrid Fender
Ingrid Fender, geb. Weide, (* 15. Mai 1944 in Annaberg; † 12. Dezember 2012) war eine deutsche Politikerin (CDU) und ehemaliges Mitglied des Sächsischen Landtages.

## Leben
Nach Abschluss der 10. Klasse war Ingrid Fender Facharbeiterin als Damenmaßschneiderin. Danach studierte sie an der Ingenieursschule für Lebensmittelindustrie Dippoldiswalde mit dem Abschluss als Diplom-Wirtschaftsingenieur (FH) im Jahr 1978. Zwischen 1982 und 1989 arbeitete Frau Fender als selbstständige Gewerbetreibende. Von 1991 bis 1993 war sie als Sachbearbeiterin im Sächsischen Staatsministerium für Wirtschaft und Arbeit und im Aufbauwerk im Freistaat Sachsen GmbH sowie Projektleiterin im Bereich Existenzgründung im Saxonia Bildungsinstitut GmbH. Ab 2001 war sie im Familienbetrieb Gummiwalzen Fender beschäftigt.
Frau Fender war evangelisch-lutherisch, verheiratet und hatte zwei Söhne.

## Politik
Ingrid Fender ist seit 1990 Mitglied der CDU. Von 1993 bis 1995 war sie Vorsitzende im Ortsverband Dresden-Cotta/Briesnitz und ab 1995 Beisitzerin im Ortsverband Dresden-West sowie Mitglied im Landesfachausschuss Wirtschaft und Arbeit.
Ingrid Fender war Gründungsmitglied und ab 1993 Mitglied im Landesvorstand der Frauen-Union Sachsen. Ab 1996 war sie Mitglied im Landesvorstand der Kommunalpolitischen Vereinigung Sachsen. Zwischen 1991 und 2000 war Ingrid Fender Ortsbeiratsmitglied im Ortsamtsbereich Dresden-Cotta (seit 2018: Stadtbezirk Cotta). Seit 2000 war sie Schöffin.
Am 27. Dezember 2002 trat Ingrid Fender als Nachrücker für den Abgeordneten Henry Nitzsche über die Landesliste der CDU Sachsen in den Sächsischen Landtag ein. Dort war sie Mitglied im Verfassungs- und Rechtsausschuss sowie im Petitionsausschuss. In der darauf folgenden 4. Wahlperiode war Frau Fender nicht mehr im Landtag vertreten.